# Hilâl Yalçin
Hilâl Yalçin, née le 31 août 1981 à Hasselt est une femme politique belge flamande, membre du CD&V.
Elle est licenciée en sciences politiques et chercheuse.

## Fonctions politiques
- Députée fédérale du 28 juin 2007 au 6 mai 2010, en remplacement de Johan Sauwens.